# トリハス

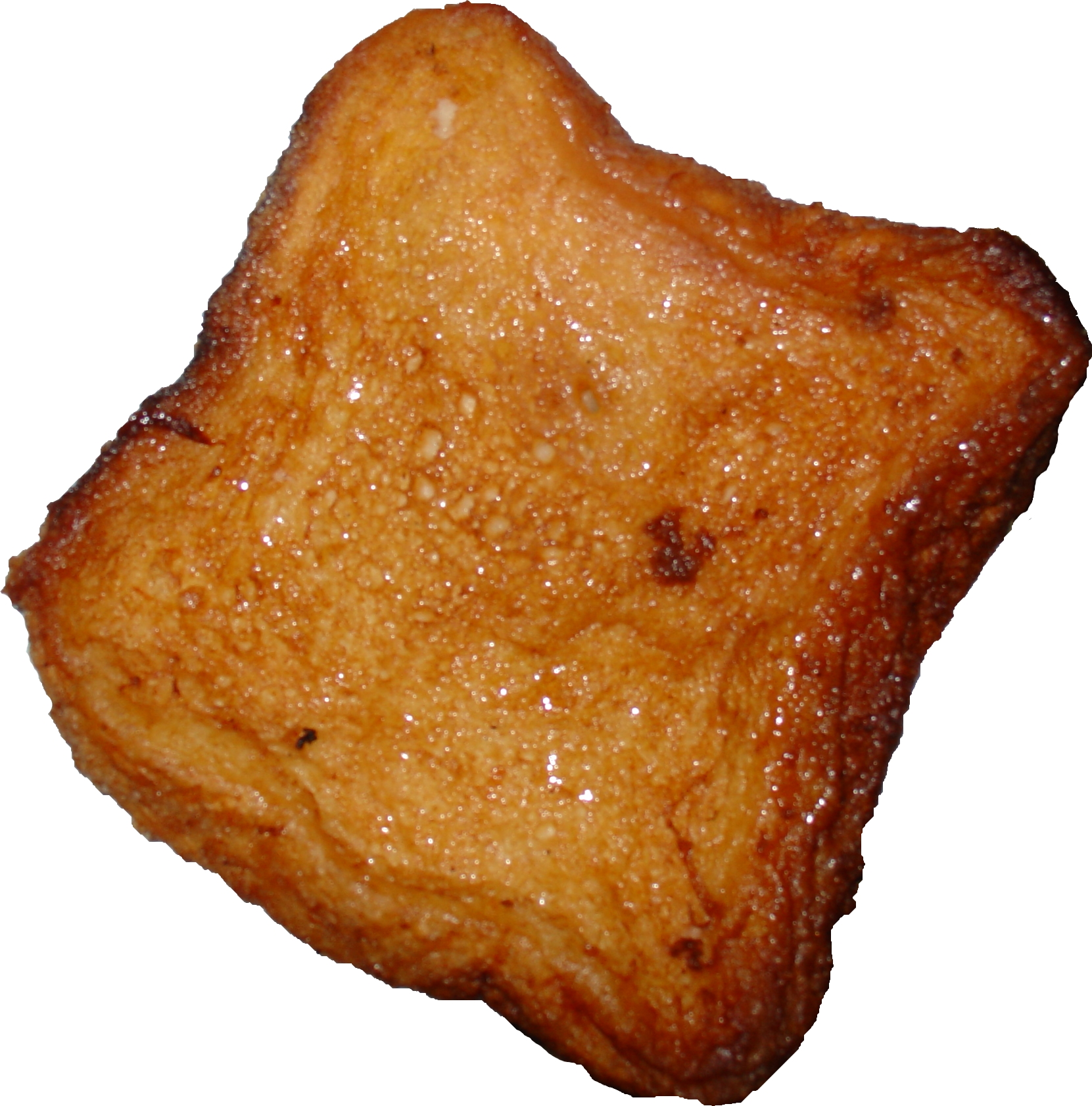
トリハ

トリハス（スペイン語：Torrija（単）、Torrijas（複））は、スペインの揚げ菓子。薄い輪切りにして甘く味付けしたミルクや白ワインに浸した噛みごたえのあるパンに、とき卵をつけて揚げる。主に聖週間に各家庭で作られる。家庭ごとに白ワインを使ったり、蜂蜜を使ったりと、それぞれに受け継がれた味がある。白ワインのシロップをかけるとトスターダ（tostada）と呼ばれる。ラテンアメリカのメキシコ、コスタリカ、キューバ、プエルトリコ、グアテマラ、ウルグアイではトレハ（Torreja）と呼ばれ、牛乳の代わりにオレンジジュースを使うことがあり、オリーブ・オイル以外の植物油で揚げ、砂糖をまぶすよりも砂糖のシロップをかけて食べることが多い。下記にスペインのトリハスの一例を示す。